# Katastrofa kolejowa pod Chorzewem
Katastrofa kolejowa pod Chorzewem – katastrofa kolejowa, która miała miejsce 1 września 1975 roku o godzinie 2:08 na szlaku kolejowym pomiędzy Działoszynem a stacją Chorzew-Siemkowice (linia kolejowa nr 131 Chorzów Batory – Tczew, w okolicach Zduńskiej Woli).
Doszło wówczas do najechania pociągu osobowego dalekobieżnego (nr 4513, rel. Katowice – Gdynia Główna Osobowa), na zatrzymany przed wskazującym sygnał „stój” semaforem pociąg towarowy nr 45297. Na skutek najechania zginęło 6 osób (w tym trzech pracowników wagonu pocztowego i kierownik pociągu osobowego), 19 zostało rannych. Rozbita została lokomotywa pociągu osobowego (elektrowóz EU07-194) i kilka wagonów towarowych.